# 신부의 아버지 (1950년 영화)
《신부의 아버지》(영어: Father of the Bride)는 1950년 개봉한 미국의 코미디 영화이다. 빈센트 미넬리가 감독을 맡았으며, 에드워드 스트리터의 동명 소설이 영화의 원작이다.

## 출연

### 주연
- 스펜서 트레이시
- 조안 베넷
- 엘리자베스 테일러
- 돈 테일러
- 빌리 버크

### 조연
- 리오 G. 캐럴
- 모로니 올슨
- 멜빌 쿠퍼
- 테일러 홈스
- 폴 하비
- 프랭크 오스
- 러스 탬블린
- 톰 아이리쉬
- 마리에타 캔티
- 리처드 알렉산더
- 페이 베이커
- 릴리언 브론슨
- 프랭크 커디
- 카리튼 카펜터
- 크리스 드레이크
- 재클린 듀발
- 에드워드 가갠
- 짐 헤이워드
- 토머스 브라운 헨리
- 프랭크 하이어스
- 폴 맥시
- 길 퍼킨스
- 랠프 피터스
- 윌리엄 빌 필립스
- 드웨이 로빈슨
- 더글러스 스펜서
- 피터 M. 톰슨
- 낸시 발렌틴
- 윌라드 워터맨
- 딕 웨셀

## 기타
- 원작자: 에드워드 스트리터
- 미술: 세드릭 기븐스
- 미술: 레오니드 바시안
- 의상: 월터 플렁킷
- 의상: 헬렌 로즈